# Amaurobioides pallida
Amaurobioides pallida là một loài nhện trong họ Anyphaenidae.
Loài này thuộc chi Amaurobioides. Amaurobioides pallida được Raymond Robert Forster miêu tả năm 1970.